# John Lewin
John William Lewin (1770 – 27 de agosto de 1819) foi um artista inglês que viveu na Austrália desde meados de 1800. Foi o primeiro artista profissional da colônia de Nova Gales do Sul, ilustrando diversos livros sobre a história natural da Austrália.